# Infecció urinària
La infecció del tracte urinari (ITU) (o, senzillament, infecció urinària) és una infecció bacteriana que afecta a qualsevol part del tracte urinari. El tipus més comú d'ITU és una infecció de la bufeta que s'anomena cistitis. Un altre tipus d'infecció urinària és una infecció renal, conegut com a pielonefritis, i és molt més greu. Els símptomes d'una infecció del tracte urinari inferior inclouen dolor en orinar, orinar freqüentment i sentir la necessitat d'orinar tot i tenir la bufeta buida (pol·laciúria). Els símptomes d'una infecció renal inclouen febre i dolor al costat generalment a més dels símptomes d'una ITU inferior. En persones grans o bé molt joves, els símptomes poden ser vagues o inespecífics.
L'agent causal principal és l'Escherichia coli, encara que altres bacteris o fongs de vegades en poden ser la causa. Els factors de risc inclouen l'anatomia femenina, les relacions sexuals, la diabetis, l'obesitat i els antecedents familiars. Tot i que les relacions sexuals són un factor de risc, les ITU no es classifiquen com a infeccions de transmissió sexual (ITS). Quan es produeix una infecció renal sol ser després d'una infecció de la bufeta, però també pot ser deguda a una infecció transmesa per la sang. El diagnòstic en dones joves sanes es pot basar només en els símptomes. En persones amb símptomes vagues, el diagnòstic pot ser difícil perquè els bacteris poden estar presents sense que hi hagi infecció. En casos complicats o si el tractament falla, es recomana un cultiu d'orina.
En les persones amb infeccions freqüents, els antibiòtics a dosis baixes poden ser una mesura preventiva. En casos no complicats, les infeccions del tracte urinari es tracten fàcilment amb un tractament curt d'antibiòtics, encara que va en augment la resistència a molts dels antibiòtics utilitzats per tractar-les. En casos complicats, es poden necessitar tractaments més llargs o antibiòtics per via intravenosa, i si els símptomes no han millorat en dos o tres dies, es necessiten més proves diagnòstiques. En els pacients que presenten bacteris (bacteriúria) i/o leucòcits en l'orina (leucocitúria) però que no tenen símptomes, generalment no es necessiten antibiòtics; tot i que les dones embarassades en són una excepció a aquesta recomanació. En pacients amb infeccions freqüents, es pot prendre una tanda curta d'antibiòtics tan aviat com comencin els símptomes o es poden utilitzar antibiòtics a llarg termini com a mesura preventiva.
Les infeccions urinàries són més freqüents en les dones que en els homes; però semblant entre els dos sexes si duen catèters permanents. La meitat de les dones tenen almenys una infecció urinària en algun moment de la vida. Les recurrències són habituals. Les infeccions del tracte urinari s'han descrit des de l'antiguitat amb la primera descripció documentada al Papir Ebers datada al c. 1550 aC.